# Susan McKenna-Lawlor
Susan McKenna-Lawlor, född 3 mars 1935 i Dublin, är en irländsk astrofysiker. Hon är professor emeritus i experimentell fysik vid Maynooth University. 

## Biografi
Susan McKenna-Lawlor studerade experimentell fysik vid University College Dublin.
McKenna-Lawlor skrev artikeln "Astronomy in Ireland from 1780" för Vistas in astronomy 1968.
McKenna-Lawlor var ledande forskare för ett av experimenten som genomfördes med hjälp av Europeiska rymdorganisationens (ESA) Giotto-sond. 1986 grundade hon rymdinstrumentföretaget Space Technology Ireland Ltd (STIL) med riskkapitalisten Dermot Desmond. STIL tillverkar instrument för rymduppdrag och McKenna-Lawlor är verkställande direktör.
McKenna-Lawlor ledde ett internationellt team av forskare i konstruktionen av en partikeldetektor som kunde upptäcka energier mellan 30 kiloelektronvolt och flera megaelektronvolt för Sovjetunionens Phobos rymdfarkost 1988. Det lyckade arbetet med denna detektor fick sovjetiska forskare att be henne om en liknande enhet för deras Mars-program 1994.
Hon utvecklade instrument för att övervaka solvinden på Mars för ESA:s Mars Express-program. 
STIL designade den elektriska supportenhetens processor till Rosetta-sonden. McKenna-Lawlor representerade också Irland i ledningen av Rosettas landare Philae som landade på kometen 67P / Churyumov-Gerasimenko.
McKenna-Lawlor skrev 1998 boken Whatever Shines Should be Observed. Hon var medlem av National University of Ireland Senate och Maynooth universitets styrelse. 
Hon vann Rehab People of the Year Award 1986. Hon blev invald i International Academy of Astronautics och 2005 blev hon hedersdoktor vid Ulsters universitet för sina bidrag till astrofysiken. 